# Cassidy Hutchinson
Cassidy Hutchinson (1996) era l'ajudant del cap de gabinet Mark Meadows a la Casa Blanca a la darreria del govern de Donald Trump. És coneguda per declarar el juny 2022 a la Comissió parlamentària dels Estats Units que investiga l'actitud de Trump i els seus col·laboradors estrets pels volts de l'atac al capitoli del 6 de gener de 2021.
El fet que Trump sabia que els seus aficionats eren armats i que els ha nogensmenys exhortat a anar al Capitoli és un dels elements clau en el seu testimoni, que podria contribuir a enfonsar-lo. Farà difícil la tasca dels advocats de la defensa que «insisteixen que l'expresident no tenia coneixement ni de les intencions dels seus seguidors, ni que anaven armats». També va ser testimoni de com Trump aprovava els seus aficionats amotinats que s'escarcanyaven amb crits per enforcar Mike Pence o de com republicans li pidolaven que decreti un perdó abans de deixar el càrrec. Va rebre pressió del camp trumpista per a no col·laborar amb la comissió d'investigació.

## Biografia
Hutchinson és una jove acadèmica que va estudiar Ciències polítiques a la Universitat pública Christopher Newport a l'estat de Virgínia. Ja el 2018 havia fet pràctiques a la Casa Blanca i als oficis dels polítics conservadors Steve Scalise i Ted Cruz, tots dos més aviat a l'espectre extrem de la dreta americana. Va ser contractada per la Casa Blanca el 2019 poc després de graduar i el març 2020 va ser promoguda l'ajudant de Mark Meadows. Aquests joves ajudants tenen una feina dura i mal pagada que, això no obstant, atreu ambiciosos per ser una experiència a proximitat del poder molt instructiva que és un trampolí de carrera.